# Gazelka płocha
Gazelka płocha, dawniej: mhor (Nanger dama) – gatunek ssaka kopytnego z rodziny wołowatych (Bovidae), o rozmiarach znacznie większych od innych gatunków gazeli, zamieszkujący pustynne i suche stepowe obszary Afryki północnej, w pasie południowej części Sahary od Atlantyku po Sudan. Prowadzi życie w małych stadach, które okresowo tworzą większe gromady. Jest gatunkiem zagrożonym.

## Morfologia
Gazelka płocha jest znacznie większa od innych gazeli. Nogi są cienkie, szyja długa i szczupła. Rogi występują u osobników obu płci – u samców są nieco masywniejsze. Umaszczenie dwukolorowe: białe i rdzawo-czerwone. Masa ciała osiąga 40–60 kg. Nieco mniejsze i smuklejsze są osobniki z podgatunku N. d. ruficollis (mają także bledsze wybarwienie sierści), zaś N. d. mhorr są największe wśród mhorów, a ich sierść jest ciemniejsza.

## Biologia
Gazelka płocha żyje w niewielkich stadach liczących 5–10 osobników, a okresowo, podczas sezonowych zmian tworzy większe gromady. Ciąża – zazwyczaj pojedyncza – trwa około 6,5 miesiąca. Poród przypada zwykle na okres wzmożonego wypasu po porze deszczowej (lipiec–wrzesień). Młode pozostają pod opieką matki przez okres 6 miesięcy. Młode samice uzyskują dojrzałość płciową w wieku 9–12 miesięcy, a samce po ukończeniu 18–24 miesięcy. Długość życia – około 12 lat.
N. dama prowadzi dzienny tryb życia. Jest gatunkiem typowo koczowniczym, wędrującym w poszukiwaniu pożywienia. W porze deszczowej migruje w kierunku północnego krańca zasięgu występowania, by w porze suchej wracać w kierunku południowym. Jednak w porze rozrodu stado koczuje w jednym miejscu. Gazelka płocha, podobnie jak gerenuki, potrafi stawać na tylnych nogach, by łatwiej sięgnąć do liści rosnących wyżej.
W skład menu Nanger dama wchodzą akacje, kaparowate Maerua, parolistowate Balanites, wiechlinowate z rodzajów Panicum i Aristida, a także rośliny strączkowe i dzikie melony.

## Rozmieszczenie geograficzne
Gazelka płocha zamieszkuje tereny w pasie Sahelu od doliny Nilu na wschodzie, do północnego Senegalu, Mauretanii i południowego Maroka na zachodzie. W centralnej części Sahary mieszka tylko w rejonach, w których możliwa jest bogatsza wegetacja roślin. Takie małe izolowane enklawy spotykane są w Mali, środkowej i wschodniej części Nigru oraz w zachodniej części Czadu.

### Siedlisko
Gazelka płocha zamieszkuje pustynne i suche stepowe obszary Afryki północnej, w pasie południowej części Sahary od Atlantyku po Sudan. Tereny dzieli z innymi gatunkami krętorogich: oryksem szablorogim i gazelą dorkas.

## Zagrożenia i ochrona
Jest gatunkiem krytycznie zagrożonym. Populacje gazelki płochej liczą niespełna 300 osobników. Zagrożeniem dla istnienia gatunku są nadmierne polowania, susza i utrata siedlisk. Do wrogów gazelki płochej zalicza się gepard, likaon, lew, lampart, hiena i pyton. N. dama chroniony jest na podstawie Konwencji o międzynarodowym handlu dzikimi zwierzętami i roślinami gatunków zagrożonych wyginięciem oraz Konwencji o ochronie wędrownych gatunków dzikich zwierząt.